# Mer du Roi Haakon VII
Mer du Roi Haakon VII  est une mer de l’océan Atlantique située près de l'Antarctique. Elle est située entre la mer de Weddell (à l'ouest) et la mer de Lazarev (à l'est). Au sud, elle baigne la côte de la Princesse-Martha.